# Visions de Lourdes
Visions de Lourdes è un cortometraggio documentario del 1934, diretto da Charles Dekeukeleire. 

## Trama
Immagini di montagne innevate, di formazioni stalattitiche, del mare precedono l'inquadratura della grotta di Lourdes, con la statua della Madonna, e del santuario. Pellegrini vi giungono in treno, e si alternano le loro processioni a quelle degli ecclesiastici. Penitenti in ginocchio sulla scalinata, con primi piani sui volti, sui particolari della statuaria, sui crocefissi. Triste teoria degli infermi che sfilano verso le piscine dell'acqua santa. Il mercimonio, le botteghe di souvenirs e paccottiglia, l'accozzaglia di ex voto e stampelle, e di nuovo immagini della potenza delle onde. Per finire, l'insancabile brulichio notturno dei pellegrini con le loro torce.